# Frans Chetcuti
Francis „Frans” Chetcuti (ur. 21 października 1943) – maltański strzelec, olimpijczyk.
Dwukrotny uczestnik igrzysk olimpijskich (IO 1980, IO 1984). Startował wyłącznie w trapie. Podczas igrzysk w Moskwie zajął 28. miejsce wśród 34 strzelców, a w Los Angeles był 51. zawodnikiem turnieju (startowało 70 zawodników). Podczas igrzysk w Moskwie był chorążym reprezentacji Malty podczas ceremonii otwarcia igrzysk.

## Wyniki

### Igrzyska olimpijskie
| Igrzyska         | Konkurencja | Wynik    | Miejsce | Źródło |
| ---------------- | ----------- | -------- | ------- | ------ |
| Moskwa 1980      | Trap        | 179 pkt. | 28      | [ 1 ]  |
| Los Angeles 1984 | Trap        | 170 pkt. | 51      | [ 2 ]  |